# Правила улаштування електроустановок
Пра́вила улаштува́ння електроустано́вок (ПУЕ) — нормативний документ, що роз'яснює улаштування, принципи побудови, вимоги до окремих систем, їх елементів та вузлів електроустановок. Є одним з основних нормативних документів для проектування елементів електричних мереж. Проте ПУЕ не є документом в області стандартизації.
В Україні діють ПУЕ, затверджені наказом № 476 Міненерговугілля України від 21 липня 2017 року, які засновані на 6-му радянському виданні.
Також ПУЕ діють у різних країнах СНД (на території Росії — 7-ме видання (2000—2003), у Білорусі — 6-те видання). В багатьох країнах діють документи зі схожим призначенням, але іншою назвою (у США — National Electrical Code (NEC), у Німеччині — Normen für das Handwerk, Elektrotechniker-Handwerk, Elektroinstallation і т ін.).

## Історія
Протягом понад 50 років ПУЕ регулярно переглядалися і доповнювалися. Це було потрібно через постійне удосконалення техніки і технологій та підвищення вимог щодо безпеки і надійності електроустановок. Осучаснені ПУЕ випускалися у вигляді нових послідовних видань.
- Перше та друге видання ПУЕ видавалися поступово, окремими главами (розділами) і орієнтовно датуються 1949–1952 і 1956–1960 рр. відповідно.
- У третьому виданні вперше всі глави було випущено однією книгою 1964 року.
- Четверте видання побачило світ вже 1965 року.
- П'яте видання випускалося окремими випусками у період 1976–1982 років.
- Шосте видання ПУЕ підготували організації Міністерства енергетики та електрифікації СРСР. Дата введення в дію шостого видання ПУЕ — 1 червня 1985 року.
- 21 червня 2001 року Наказом Міністерства праці та соціальної політики України № 272 було затверджено ПРАВИЛА будови електроустановок. Електрообладнання спеціальних установок. (ДНАОП 0.00-1.32-01 — державний нормативний акт про охорону праці). Із введенням у дію цих Правил, на території України утратили силу глави: 5.4; 5.5; 7.1; 7.2; 7.3; 7.4; 7.6 «Правил устройства электроустановок», затверджених Міненерго СРСР 06.07.84 року.

## Зміст
1. Загальні правила
2. Передавання електроенергії
3. Захист і автоматика
4. Розподільчі установки і підстанції
5. Електросилові установки
6. Електричне освітлення
7. Електрообладнання спеціальних установок (відсутній в українському варіанті ПУЕ)